# Historiska Sällskapet
Historiska Sällskapet i Uppsala (1786–1800) var en förening för historiskt intresserade akademiker. 
Sällskapet instiftades den 24 maj 1786 av den lärde samlaren Olof Andersson Knös (1756–1804) tillsammans med Matthias Floderus (1766–1822), Johan David Flintenberg (1762–1819), Johan Wenström (1767–1793) och Carl Johan Knös (1767–1835).
Stadgar och verksamhet inspirerades av Svenska Akademien och Kungliga Vitterhets Historie och Antikvitets Akademien som grundats tidigare samma år. Nya medlemmar höll inträdestal i historiska ämnen och därutöver samlade medlemmarna avskrifter av historiska dokument som rörde Sveriges historia. Sällskapets högtidsdagar var den 24 maj och 24 november varje år, varvid byte av preses ägde rum.
De övriga medlemmarna utgjordes av: Daniel Echard Holmquist (1764–1808), Berge Frondin d.y. (1765–1813), Claes Adolph Fleming (1771–1831), Anders Michael Fant (1763–1813), Johan Ramstedt (1758–1823), Olof Sundholm (1752–1819), Johan Schröder (1753–1795), Olof Sundel (1764–1829), Fabian Ulfsparre (1767–1842), Schering Rosenhane (1754–1812), Ragvald Nicolai (1754–1798), Sigfrid Lorentz Gahm-Persson (1725–1794), Carl Christoffer Gjörwell den äldre (1731–1811), Jacob Wallenius (1761–1819), Matthias Hesselgren (1769–1803), Eric Daniel Leffler (1761–1807) och Georg Fredric Fant (1768–1823).
1798 utgavs det första och enda häftet av sällskapets handlingar, Samlingar i svenska historien.
Några av medlemmarna blev verksamma i Vitterhetssamfundet i Uppsala respektive Uppsala Läsesällskap, samtidigt som Historiska Sällskapet tynade bort.